# لاکوئیلا ۷۴۹۹
سیارک ۷۴۹۹ (به انگلیسی: 7499 L'Aquila، نامگذاری:1996OO2) هفت هزار و چهارصد و نود و نهمین سیارک کشف شده‌است که در ۲۴ ژوئیه ۱۹۹۶ کشف شد.
قدر مطلق سیارک برابر ۴۲.۶ است.